# ماجد نواز
ماجد نواز  (زادهٔ ۲ نوامبر ۱۹۷۷) سیاست‌مدار، ستون نویس، میزبان رادیو، و کنشگر بریتانیایی است. او نامزد پارلمانی حزب لیبرال دموکرات برای حوزه همستد و کیلبرن لندن در انتخابات سراسری بریتانیا (۲۰۱۵) بود.
او متولد ساوتند-آن-سی، اسکس در خانواده‌ای پاکستانی بریتانیایی است. نواز از اعضای سابق گروه اسلامگرای حزب التحریر است. او به این خاطر در سال ۲۰۰۱ در مصر دستگیر شد و تا سال ۲۰۰۶ زندانی بود. او با مطالعه کتبی در خصوص حقوق بشر و در تماس با عفو بین‌الملل تغییر نگرش داد و با محکوم کردن گذشتهٔ اسلامگرای خود خواهان اسلامی سکولار شد.
او هر هفته برای دیلی بیست, ستون می‌نویسد و هر آخر هفته میزبان شوی خود در رادیوی ال بی سی است.
نوشته جات او در روزنامه‌های متعدد بین‌المللی چون نیویورک تایمز, گاردین, فایننشیال تایمز, دیلی میل و وال‌استریت جورنال منتشر شده‌اند. او در برنامه‌هایی چون لری کینگ لایو, گفتگوی صریح, چارلی رز, ۶۰ دقیقه, نیوزنایت و پخش زنده با بیل مار حضور یافته‌است.
در سال ۲۰۱۴ نواز عضو افتخاری انجمن سکولار ملی شد. او به همراه سم هریس، کتابی دربارهٔ آیندهٔ اسلام و مدارا نوشته که در سال ۲۰۱۵ منتشر شده‌است.